# Гуртововка
Гуртововка (укр. Гуртовівка), село,
Резуненковский сельский совет,
Коломакский район,
Харьковская область.
Код КОАТУУ — 6323280605. Население по переписи 2001 года составляет 96 (43/53 м/ж) человек.

## Географическое положение
Село Гуртововка  находится на правом берегу реки Коломак, выше по течению примыкает к пгт Коломак, ниже по течению на расстоянии в 1 км расположено село Вдовичино, на противоположном берегу расположены село Резуненково и пгт Коломак.

## История
- 1820 — дата основания.

## Достопримечательности
- Ботанический памятник природы местного значения «Гуртововка». Низиный торфяник, на котором произрастает реликт ледникового периода — пушица влагалищная и другие редкие виды [1].